# LG K62
LG K62 — це Android-смартфон середнього класу виробництва LG Electronics, що входить до 6-го покоління серії LG K. Він анонсований 23 вересня 2020 року разом із K52 та K42. Випускалися вони у різні дати, K52 23 листопада 2023 року, через 4 дні став доступний K62. 
У Бразилії модельний ряд був посунутий і K62 продавалася як LG K62+, K52 як LG K62, а K42 як LG K52.
У Південній Кореї 25 жовтня 2020 року був презентований LG Q52, який є ребрендингом LG K52.

## Характеристики смартфона

### Зовнішній вигляд
У всіх смартфонах використовується матовий пластик для задньої кришки, але хромове покриття для рамки має лише K62. Дисплей займає 83,1% місця спереду і для фронтальної камери використовується краплеподібний виріз. Сканер відбитки пальців одночасно є кнопкою живлення і він розташований справа, зліва спеціальна кнопка яка викликає Google Assistant і кнопки регулювання гучності. Знизу є один динамік, роз'єм для зарядки типу USB-C та мікрофон. Основна камера знаходиться на задній панелі, зверху у лівому куті виступає чорним блоком, рама якого також хромована. У блоці крім камери розташований світлодіодний спалах. Всі телефони захищені за стандартом MIL-STD-810G. 
LG K62 продавався у 2 кольорах: білому та голубому, Q52 замість голубого продавався червоний, а K52 отримав кольори як голубого, так і червоного і білого.

### Апаратне забезпечення
Пристрої використовують 12 нанометровий центральний процесор MediaTek MT6765 Helio P35 і графічний процесор PowerVR GE8320. У них 4 ГБ оперативної пам’яті 64 ГБ внутрішньої пам’яті, але K62 пропонується з версією і на 128 ГБ. Карта MicroSD підтримується через гібридний слот зі SIM-картою. Дисплей IPS LCD на 6,6 дюйма (105,2 мм) зі співвідношенням сторін 20:9, і роздільною здатністю 720p. У телефоні є 3,5 мм аудіороз'ємом. Акумулятор літійо-полімерний на 4000 мА·год, заряджається через USB-C. 

#### Камера
На задній панелі використовується квадрокамера, складається із ширококутного датчика на 48 Мп f/1,8, надширококутного на 5 Мп f/2,2 і двох датчиків на 2 Мп один використовується як сенсор глибини, інший на макро знімання. Фронтальна камера відрізняється у K62, має роздільну здатність 28 Мп. Водночас у K52 і Q52 використовується ширококутний модуль на 13 Мп f/2,0, але всі вони записують відео з однаковою роздільною здатністю 1080p 30fps.

### Програмне забезпечення
Усі смартфони постачалися з Android 10 (Queen Cake) і використовують оболонку LG UX 9. Згодом 30 листопада 2021 року, LG K52 і K62 отримали оновлення до Android 11. Q52 крім оновлення до Android 11, отримала 30 серпня 2022 року й до наступної версії Android 12